# Comité Olímpico de Kosovo
El Comité Olímpico de Kosovo (en albanés, Komiteti Olimpik y Kosovës; en serbio, Олимпијски комитет Косова / Olimpijski komitet Kosova) es el comité olímpico nacional en representación de Kosovo. Fundado oficialmente en 1992, se convirtió en miembro de pleno derecho del Comité Olímpico Internacional y del Movimiento Olímpico el 9 de diciembre de 2014. Es responsable de la participación de Kosovo en los Juegos Olímpicos.
Kosovo participó en los Juegos Europeos de 2015 en Bakú y en los Juegos Olímpicos de verano de 2016 en Río de Janeiro.
Está prevista una federación paralímpica.

## Historia
El Comité Olímpico de Kosovo se estableció oficialmente en 1992. La administración dirigida por las Naciones Unidas en Kosovo estableció previamente un grupo de trabajo para colaborar con el COI para permitir que los atletas participaran en los Juegos Olímpicos. Debido a su condición, a los atletas kosovares no se les permitió competir bajo la bandera de Kosovo, hasta el reconocimiento el 2014. Durando los Juegos Olímpicos de Londres 2012, la yudoca kosovar y campeona del mundo Majlinda Kelmendi compitió por Albania. Los atletas kosovares de etnia serbia participaron como parte de Serbia y Montenegro y Serbia.
En octubre de 2014, el Comité Olímpico Internacional (COI) registró de forma provisional el Comité Olímpico Kosovar y lo nombró miembro de pleno derecho el 9 de diciembre de 2014. En aquel momento Kosovo no era miembro o estado observador de la Organización de las Naciones Unidas, pero se había ganado el reconocimiento diplomático como estado soberano por 108 de los 193 Estados miembros de la ONU. Por primera vez, en 2016 participó en unos Juegos Olímpicos de verano en Río de Janeiro.
Antes del reconocimiento del COI, los atletas kosovares participaron en los Special Olympics de 2003 a 2011. Se creó un organismo llamado Special Olympics Kosovo especial para apoyar a los atletas participantes.
Los atletas de Kosovo participaron en el Campeonato del Mundo de natación de 2015 de Kazán o en el Campeonato de las Naciones Emergentes de 2015 que organiza la Federación Internacional de Balonmano.